# Campionati del mondo di canottaggio 2019
I Campionati del mondo di canottaggio 2019 (in tedesco Ruder-Weltmeisterschaften 2019; in inglese 2019 World Rowing Championships) si sono svolti tra il 25 agosto e il 1º settembre 2018 presso il Regattastrecke di Ottensheim in Austria.
I risultati delle gare sono stati utilizzati per determinare la qualificazione degli atleti ai Giochi olimpici estivi di Tokyo 2020.
Per celebrare l'evento l'Austria ha emesso un francobollo commemorativo.
Il 21 agosto 2019, qualche giorno prima dell'apertura della rassegna iridata, il canottiere paralimpico bielorusso Dzmitry Ryshkevich è morto mentre si stava allenando nel campo di regata. L'atleta avrebbe dovuto gareggiare nella classe PR1 M1x. Sarebbe stato il suo terzo campionato mondiale, dopo aver gareggiato ai mondiali di Aiguebelette 2015 e Amsterdam 2014.

## Podi
Specialità non-olimpiche/paralimpiche

### Uomini
| Evento                       | Oro | Tempo    | Argento | Tempo   | Bronzo | Tempo   |
| Openweight events            | |          | |         | |         |
| Singolo (dettagli)           | Oliver Zeidler | 6:44.55  | Sverri Sandberg Nielsen | 6:44.58 | Kjetil Borch | 6:44.84 |
| Due di coppia (dettagli)     | Cina Liu Zhiyu Zhang Liang | 6:05.68  | Irlanda Philip Doyle Ronan Byrne | 6:06.25 | Polonia Mirosław Ziętarski Mateusz Biskup | 6:07.87 |
| Quattro di coppia (dettagli) | Paesi Bassi Dirk Uittenbogaard Abe Wiersma Tone Wieten Koen Metsemakers                                                                                      | 5:51.75  | Polonia Dominik Czaja Wiktor Chabel Szymon Pośnik Fabian Barański                                                                               | 5:55.59 | Italia Filippo Mondelli Andrea Panizza Luca Rambaldi Giacomo Gentili                                                                           | 5:56.11 |
| Due senza (dettagli)         | Croazia Martin Sinković Valent Sinković | 6:42.28  | Nuova Zelanda Thomas Murray Michael Brake | 6:45.47 | Australia Sam Hardy Joshua Hicks | 6:51.81 |
| Quattro senza (dettagli)     | Polonia Mateusz Wilangowski Mikołaj Burda Marcin Brzeziński Michał Szpakowski                                                                                | 6:09.86  | Romania Mihăiță Țigănescu Mugurel Semciuc Ștefan Berariu Cosmin Pascari                                                                         | 6:11.41 | Gran Bretagna Matthew Rossiter Oliver Cook Rory Gibbs Sholto Carnegie                                                                          | 6:11.71 |
| Otto (dettagli)              | Germania Johannes Weißenfeld Laurits Follert Christopher Reinhardt Torben Johannesen Jakob Schneider Malte Jakschik Richard Schmidt Hannes Ocik Martin Sauer | 5:19.41  | Paesi Bassi Bjorn van den Ende Ruben Knab Jasper Tissen Simon van Dorp Maarten Hurkmans Bram Schwarz Mechiel Versluis Robert Lücken Aranka Kops | 5:19.96 | Gran Bretagna Thomas George Jamed Rudkin Josh Bugajski Moe Sbihi Jacob Dawson Oliver Wynne-Griffith Matthew Tarrant Thomas Ford Henry Fieldman | 5:22.35 |
| Pesi leggeri                 | |          | |         | |         |
| Singolo (dettagli)           | Martino Goretti | 6:59.48  | Péter Galambos | 7:02.37 | Sean Murphy | 7:04.55 |
| Due di coppia (dettagli)     | Irlanda Fintan McCarthy Paul O'Donovan | 6:37.28  | Italia Stefano Oppo Pietro Ruta | 6:39.71 | Germania Jonathan Rommelmann Jason Osborne | 6:41.07 |
| Quattro di coppia (dettagli) | Cina Zhang Zhiyuan Chen Sensen Lü Fanpu Zeng Tao | 5:53.63  | Italia Lorenzo Fontana Alfonso Scalzone Catello Amarante II Gabriel Soares                                                                      | 5:55.01 | Paesi Bassi Damion Eigenberg David Kampman Ward van Zeijl Bart Lukkes                                                                          | 5:56.06 |
| Due senza (dettagli)         | Italia Giuseppe Di Mare Raffaele Serio | 6:37.75  | Russia Nikita Bolozin Maksim Telitcyn | 6:42.07 | Brasile Vangelys Pereira Emanuel Borges | 6:45.28 |
| Paralimpico                  | |          | |         | |         |
| PR1 Singolo (dettagli)       | Roman Polianskyi Ucraina | 09:12.99 | Aleksey Chuvashev Russia | 9:19.43 | Erik Horrie Australia | 9:23.86 |
| PR1 Singolo (dettagli)       | Corné de Koning Paesi Bassi | 8:42.78  | Jeremy Hall Canada | 8:47.44 | Daniele Stefanoni Italia | 9:11.55 |
| PR3 Due senza (dettagli)     | Canada Kyle Fredrickson Andrew Todd | 7:16.42  | Australia William Smith Jed Altschwager | 7:17.83 | Francia Jérôme Hamelin Laurent Viala | 7:24.00 |

### Donne
| Evento                       | Oro | Tempo    | Argento | Tempo    | Bronzo | Tempo          |
| Openweight events            | |          | |          | |                |
| Singolo (dettagli)           | Sanita Pušpure | 7:17.14  | Emma Twigg | 7:20.56  | Kara Kohler | 7:22.21        |
| Due di coppia (dettagli)     | Nuova Zelanda Brooke Donoghue Olivia Loe | 6:47.17  | Romania Nicoleta Ancuța-Bodnar Simona Radiș                                                                                                  | 6:48.55  | Paesi Bassi Roos de Jong Lisa Scheenaard                                                                                                   | 6:49.22        |
| Quattro di coppia (dettagli) | Cina Chen Yunxia Zhang Ling Lü Yang Cui Xiaotong                                                                                            | 6:34.65  | Polonia Agnieszka Kobus Marta Wieliczko Maria Springwald Katarzyna Zillmann                                                                  | 6:36.59  | Paesi Bassi Olivia van Rooijen Inge Janssen Sophie Souwer Nicole Beukers                                                                   | 6:36.62        |
| Due senza (dettagli)         | Nuova Zelanda Grace Prendergast Kerri Gowler                                                                                                | 7:21.35  | Australia Jessica Morrison Annabelle McIntyre                                                                                                | 7:23.62  | Canada Caileigh Filmer Hillary Janssens | 7:26.52        |
| Quattro senza (dettagli)     | Australia Olympia Aldersey Katrina Werry Sarah Hawe Lucy Stephan                                                                            | 6:43.45  | Paesi Bassi Ellen Hogerwerf Karolien Florijn Ymkje Clevering Veronique Meester                                                               | 6:45.55  | Danimarca Ida Jacobsen Frida Sanggaard Nielsen Hedvig Rasmussen Christina Johansen                                                         | 6:47.84        |
| Otto (dettagli)              | Nuova Zelanda Ella Greenslade Emma Dyke Lucy Spoors Kelsey Bevan Grace Prendergast Kerri Gowler Elizabeth Ross Jackie Gowler Caleb Shepherd | 5:56.91  | Australia Leah Saunders Jacinta Edmunds Bronwyn Cox Georgina Rowe Rosemary Popa Annabelle McIntyre Jessica Morrison Molly Goodman James Rook | 5:59.63  | Stati Uniti Felice Mueller Kristine O'Brien Meghan Musnicki Dana Moffat Olivia Coffey Emily Regan Gia Doonan Erin Reelick Katelin Guregian | 6:01.93        |
| Pesi leggeri                 | |          | |          | |                |
| Singolo (dettagli)           | Marie-Louise Dräger | 7:43.98  | Chiaki Tomita | 7:47.28  | Madeleine Arlett | 7:49.82        |
| Due di coppia (dettagli)     | Nuova Zelanda Zoe McBride Jackie Kiddle | 7:15.32  | Paesi Bassi Marieke Keijser Ilse Paulis | 7:19.51  | Gran Bretagna Emily Craig Imogen Grant | 7:21.38        |
| Quattro di coppia (dettagli) | Italia Giulia Mignemi Greta Martinelli Silvia Crosio Arianna Noseda                                                                         | 6:34.00  | Cina Cheng Mengyin Wu Qiang Chen Fang Yuan Xiaoyu                                                                                            | 6:36.31  | Germania Fini Sturm Vera Spanke Leonie Pieper Leonie Pless                                                                                 | 6:37.72        |
| Due senza (dettagli)         | Stati Uniti Margaret Bertasi Cara Stawicki                                                                                                  | 7:32.64  | Italia Sofia Tanghetti Maria Ludovica Costa                                                                                                  | 7:34.20  | Germania Janika Kölblin Marie-Christine Gerhardt                                                                                           | 7:37.72        |
| Paralimpico                  | |          | |          | |                |
| PR1 Singolo (dettagli)       | Birgit Skarstein Norvegia | 10:18.83 | Nathalie Benoit Francia | 10:24.07 | Moran Samuel Israele | 10:30.19       |
| PR2 Singolo (dettagli)       | Kathryn Ross Australia | 9:37.30  | Annika van der Meer Paesi Bassi | 9:56.84  | Katie O'Brien Irlanda | 10:01.64       |
| PR3 Due senza (dettagli)     | Stati Uniti Molly Moore Jaclyn Smith | 8:06.51  | Italia Greta Muti Maryam Afgei | 9:20.71  | Non attribuita | Non attribuita |

### Misti
| Evento                           | Oro                                                                                          | Tempo   | Argento                                                                               | Tempo   | Bronzo                                                                               | Tempo   |
| Paralimpico                      |                                                                                              |         |                                                                                       |         |                                                                                      |         |
| PR2 Due di coppia (dettagli)     | Gran Bretagna Lauren Rowles Laurence Whiteley                                                | 8:34.95 | Paesi Bassi Annika van der Meer Corne de Koning                                       | 8:37.78 | Francia Perle Bouge Christophe Lavigne                                               | 9:02.60 |
| PR3 Due di coppia (dettagli)     | Russia Valentina Zhagot Evgenii Borisov                                                      | 7:48.32 | Austria Johanna Beyer David Erkinger                                                  | 8:01.12 | Stati Uniti Joshua Boissoneau Pearl Outlaw                                           | 8:17.51 |
| PR4 Quattro di coppia (dettagli) | Gran Bretagna Ellen Buttrick Giedre Rakauskaite James Fox Oliver Stanhope Erin Wysocki-Jones | 7:09.54 | Stati Uniti Alexandra Reilly Charley Nordin John Tanguay Danielle Hansen Karen Petrik | 7:21.61 | Italia Cristina Scazzosi Alessandro Brancato Lorenzo Bernard Greta Muti Lorena Fuina | 7:29.34 |

## Medagliere
| Posizione | Paese         | Oro | Argento | Bronzo | Totale |
| --------- | ------------- | --- | ------- | ------ | ------ |
| 1         | Nuova Zelanda | 4   | 2       | 0      | 6      |
| 2         | Italia        | 3   | 3       | 1      | 7      |
| 3         | Cina          | 3   | 1       | 0      | 4      |
| 4         | Germania      | 3   | 0       | 3      | 6      |
| 5         | Irlanda       | 2   | 1       | 0      | 3      |
| 6         | Paesi Bassi   | 1   | 3       | 3      | 7      |
| 7         | Australia     | 1   | 2       | 2      | 5      |
| 8         | Polonia       | 1   | 2       | 1      | 4      |
| 9         | Stati Uniti   | 1   | 0       | 2      | 3      |
| 10        | Croazia       | 1   | 0       | 0      | 1      |
| 11        | Romania       | 0   | 2       | 0      | 2      |
| 12        | Danimarca     | 0   | 1       | 1      | 2      |
| 13        | Ungheria      | 0   | 1       | 0      | 1      |
| 13        | Giappone      | 0   | 1       | 0      | 1      |
| 13        | Russia        | 0   | 1       | 0      | 1      |
| 16        | Gran Bretagna | 0   | 0       | 4      | 4      |
| 17        | Brasile       | 0   | 0       | 1      | 1      |
| 17        | Canada        | 0   | 0       | 1      | 1      |
| 17        | Norvegia      | 0   | 0       | 1      | 1      |
|           | Totale        | 20  | 20      | 20     | 60     |